# Mycoplasma canis
Mycoplasma canis è una specie di batterio appartenente alla famiglia delle Mycoplasmataceae.